# Thomas Schack
Thomas Schack (* 21. Dezember 1962 in Gotha) ist ein deutscher Psychologe, Sportwissenschaftler und Professor an der Universität Bielefeld in Bielefeld.

## Werdegang
Schack erlernte den Beruf des Kfz-Mechanikers und studierte dann Sport an der Pädagogischen Hochschule Zwickau; er schloss das Studium 1990 als Diplomsportlehrer ab. An der Technischen Universität Chemnitz promovierte er 1996 mit einer Arbeit zu Mentalem Training und Handlungskontrolle bei Kindern zum Dr. phil.
Neben der sich anschließenden Tätigkeit als Wissenschaftlicher Assistent am Psychologischen Institut der Deutschen Sporthochschule Köln studierte er Psychologie mit Abschluss 1999 an der Universität Leipzig als Diplompsychologe. Seine Habilitation erlangte er 2002; Thema der Qualifikationsschrift war die kognitive Architektur menschlicher Bewegung. Es schloss sich eine Anstellung als Hochschuldozent an der Deutschen Sporthochschule an, sowie Vertretungsprofessuren an den Universitäten Halle-Wittenberg, Jena und Bielefeld. Seit November 2005 leitet er als Professor den Arbeitsbereich „Neurocognition and Action“ in der Fakultät für Psychologie und Sportwissenschaft der Universität Bielefeld. Seit 2008 leitet Schack die Graduiertenschule des Exzellenzclusters Kognitive Interaktionstechnologie.
Schack ist Inhaber verschiedener Trainerscheine, unter anderem für Gewichtheben. Seit 2013 ist er Vizepräsident der Internationalen Gesellschaft für Sportpsychologie (ISSP).

## Forschungsinteressen
Schacks Hauptinteresse liegt in der kognitiven Architektur menschlicher Bewegung. Daraus leitet er praktische Methoden ab, etwa für Mentales Training, Training für Führungsrollen, motorisches Training.